# 平山泰

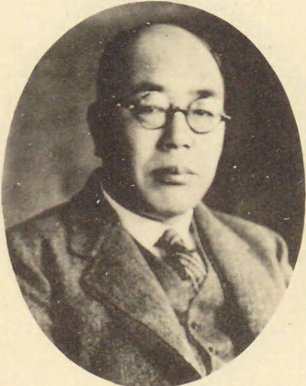
平山泰

平山 泰（ひらやま やすし、1890年（明治23年）9月29日 - 1946年（昭和21年）3月27日）は日本の政治家、官僚。松本市長。 

## 来歴
長野県士族平山季雄の五男として生まれる。1916年東京帝国大学法科政治学科を卒業し、高知県官吏となる。その後、鳥取県警視、青森県理事官、愛知県理事官、台湾総督府秘書官兼参事官、復興局書記官、同局東京第三出張所長、復興事務局監理課長、山形県内務部長、台湾総督府高雄州知事、台北州知事。東京市監査局長、財務局長、電気局長を歴任して1939年退官。帰郷して松本市長に就任。在任中に終戦し、米軍約200名の進駐を迎えた。